# Spermaliepolder

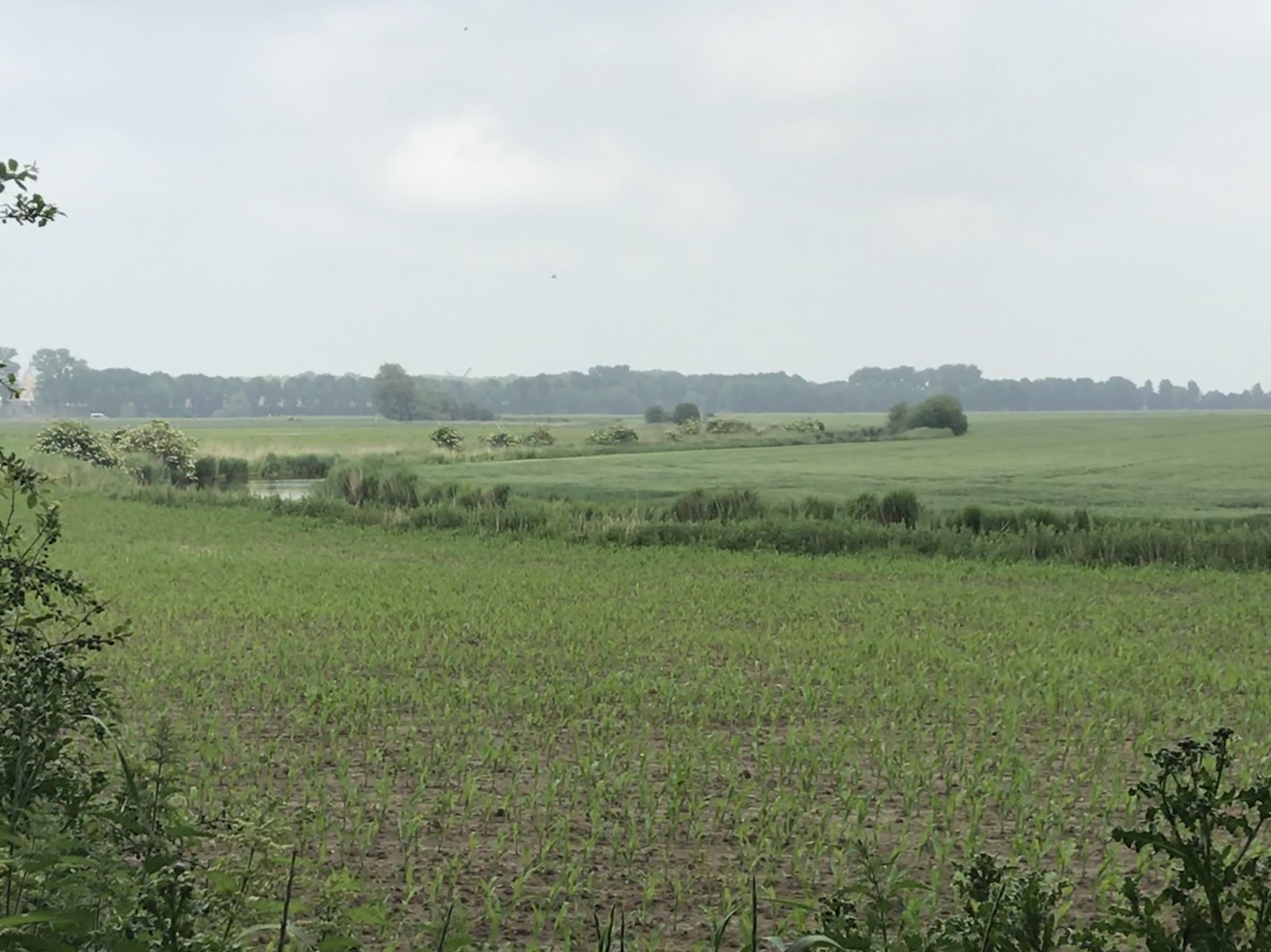
Lapscheurse Gat

De Spermaliepolder is een polder ten westen van het West-Vlaamse dorp Lapscheure.

## Geschiedenis
In 1583 staken de Geuzen de dijken door om de Spaanse opmars van Parma tegen te houden. Zo overstroomde het toenmalige Lapscheure en ontstond het Lapscheurse Gat, een zijarm van het Zwin. In 1611, tijdens het Twaalfjarig Bestand, begon men weer met inpolderingswerken, maar in 1664 werd de grens tussen de Spaanse Nederlanden en de Republiek vastgesteld als lopende door het Lapscheurse Gat.
In 1681 werd dan begonnen met de indijking van de Spermaliepolder, genoemd naar de Spermalieabdij te Sijsele, die er bezittingen had. Deze kwamen voort uit eerdere inpolderingen, in de 13e eeuw. Op het gebied van deze polder lag de kerk en het dorp van het oude Lapscheure. Het nieuwe Lapscheure werd meer naar het westen, in de Sint-Jobspolder, gebouwd.
Tijdens de Eerste Wereldoorlog werden in deze polder, welke aan de grens met Nederland ligt, nog bunkers gebouwd door de Duitse bezetter in het kader van de Hollandstelling. Een aantal van deze bunkers bestaat nog.